# Glacifluvial
Glacifluvial är en term för landformer som formats av glaciärers och inlandsisars smältvattensälvar, till exempel rullstensåsar, randdeltan och sandur.